# Тороманови (Копривщица)
Тороманови са стар копривщенски род, занимаващ се с бегликчийство и джелепство.
Потомци са на богати българи, преселници от Велико Търново. През XV век Торомана (Пробийгоров) на мястото на изсечената букова гора основава „Тороман махала“. След време наследниците му се преселват в Одрин. В началото на XIX век Тодор Костадинов Тороманов се установява да живее в Копривщица и на десния бряг на река Тополка основава махалата „Бяло камъне“. Днес негови потомци живеят в същата тази махала. По-късно в града се заселва Минчо Дончов Тороманов. Потомци на Тороманови участвуват в Априлското въстание от 1876 г. Членове на Торомановия род взимат участие в Българското опълчение по време на Руско-турската война 1877 – 78 г. и във войните 1912 – 1918 г. (Балканската, Междусъюзническата и Първата световна война).
За център на първоначалното поселище Тороман махала се смята „Селището“ в местността Могилата. Така в по-късни години се нарича малкият площад, който е и кръстопът между двете части на махалата от двете страни на Косьово дере, при най-горния от четирите моста над дерето. Тук са къщите на Калканови (Пенчо Калканов), Гугови и Хаджихристеви. В тяхното обкръжение попада и къщата на семейство Пробигорови. Макар и унищожена след пожар през 1885 г. начина по който е построена служи за описание на първоначалните строителни техники не само в Тороман махала, но и в цялото село. Имало един заселник, който разчиства гъсталака на това място като пробил (просякъл) и в почти квадратни размери си построява къща, но се сдобива с прякорът даден му от старите хора – Пробигора (пробил гората). Къщата е построена от отсечения дървен материал, като само едно дърво не е бутнато, а е окастрено, одялано като носеща греда на къщата с един одялан клон, служещ за закачалка след завършването на строежа.
Някои, произхождащи от рода идват от аристократи с Австро-Унгарски произход, а някои заселват се в Копривщица и там създават вакъф, който Христо Орошаков нарича не без основание „княжеска аристократична република“.